# Frederika van Hessen-Darmstadt
Frederika Louisa van Hessen-Darmstadt (nabij Prenzlau, 16 oktober 1751 — Slot Monbijou, Berlijn, 14 augustus 1805) werd door haar huwelijk met Frederik Willem II van Pruisen koningin van Pruisen.
Ze werd geboren als dochter van landgraaf Lodewijk IX van Hessen-Darmstadt en Henriëtte Caroline van Palts-Zweibrücken.
Frederika was de tweede vrouw van koning Frederik Willem II van Pruisen, door wie zij das hessische Lieschen genoemd werd. De huwelijksbevestiging vond plaats op 14 juni 1769. Ze nam de opvoeding waar van haar stiefdochter Frederika van Pruisen, toen diens moeder Elisabeth van Brunswijk-Wolfenbüttel vanwege de vele schandalen werd verbannen naar Stettin.

## Kinderen
- Frederik Willem (1770-1840), huwde prinses Louise van Mecklenburg-Strelitz.
- Lodewijk (1773-1796), huwde prinses Frederika van Mecklenburg-Strelitz.
- Wilhelmina (1774-1837), getrouwd met koning Willem I der Nederlanden.
- Augusta (1780-1841), getrouwd met keurvorst Willem II van Hessen-Kassel.
- Hendrik (1781-1846), grootmeester van de Duitse Johannieterorde.
- Willem (1783-1851), huwde prinses Marie Anne Amalie van Hessen-Homburg.

### Voorvaderen
| Frederika van Hessen-Darmstadt (1751–1805) | Frederika van Hessen-Darmstadt (1751–1805)                                                                                    | Frederika van Hessen-Darmstadt (1751–1805)                                                                                    | Frederika van Hessen-Darmstadt (1751–1805)                                                                                    | Frederika van Hessen-Darmstadt (1751–1805)                                                                                    | Frederika van Hessen-Darmstadt (1751–1805)                                                                 | Frederika van Hessen-Darmstadt (1751–1805)                                                                 | Frederika van Hessen-Darmstadt (1751–1805)                                                                    | Frederika van Hessen-Darmstadt (1751–1805)                                                                    |
| ------------------------------------------ | --- | --- | --- | --- | --- | --- | --- | --- |
| Overgrootouders                            | Ernst Lodewijk van Hessen-Darmstadt (1667–1739) ∞ Dorothea Charlotte van Brandenburg-Ansbach (1661-1705)                      | Ernst Lodewijk van Hessen-Darmstadt (1667–1739) ∞ Dorothea Charlotte van Brandenburg-Ansbach (1661-1705)                      | Johan Reinhard III van Hanau (1665–1736) ∞ Dorothea Frederika van Brandenburg-Ansbach (1676–1731)                             | Johan Reinhard III van Hanau (1665–1736) ∞ Dorothea Frederika van Brandenburg-Ansbach (1676–1731)                             | Christiaan II van Palts-Birkenfeld-Bischweiler (1637–1717) ∞ Catharina Agatha van Rappoltstein (1648–1683) | Christiaan II van Palts-Birkenfeld-Bischweiler (1637–1717) ∞ Catharina Agatha van Rappoltstein (1648–1683) | Lodewijk Crato van Nassau-Saarbrücken (1663–1713) ∞ Philippine Henriëtte van Hohenlohe-Langenburg (1679–1751) | Lodewijk Crato van Nassau-Saarbrücken (1663–1713) ∞ Philippine Henriëtte van Hohenlohe-Langenburg (1679–1751) |
| Grootouders                                | Lodewijk VIII van Hessen-Darmstadt (1691–1768) ∞ 1717 Charlotte Christina Magdalene Johanna van Hanau-Lichtenberg (1700–1726) | Lodewijk VIII van Hessen-Darmstadt (1691–1768) ∞ 1717 Charlotte Christina Magdalene Johanna van Hanau-Lichtenberg (1700–1726) | Lodewijk VIII van Hessen-Darmstadt (1691–1768) ∞ 1717 Charlotte Christina Magdalene Johanna van Hanau-Lichtenberg (1700–1726) | Lodewijk VIII van Hessen-Darmstadt (1691–1768) ∞ 1717 Charlotte Christina Magdalene Johanna van Hanau-Lichtenberg (1700–1726) | Christiaan III van Palts-Zweibrücken (1674–1735) ∞ 1719 Carolina van Nassau-Saarbrücken (1704–1774)        | Christiaan III van Palts-Zweibrücken (1674–1735) ∞ 1719 Carolina van Nassau-Saarbrücken (1704–1774)        | Christiaan III van Palts-Zweibrücken (1674–1735) ∞ 1719 Carolina van Nassau-Saarbrücken (1704–1774)           | Christiaan III van Palts-Zweibrücken (1674–1735) ∞ 1719 Carolina van Nassau-Saarbrücken (1704–1774)           |
| Ouders                                     | Lodewijk IX van Hessen-Darmstadt (1719–1790) ∞ 1741 Henriëtte Caroline van Palts-Zweibrücken (1721–1774)                      | Lodewijk IX van Hessen-Darmstadt (1719–1790) ∞ 1741 Henriëtte Caroline van Palts-Zweibrücken (1721–1774)                      | Lodewijk IX van Hessen-Darmstadt (1719–1790) ∞ 1741 Henriëtte Caroline van Palts-Zweibrücken (1721–1774)                      | Lodewijk IX van Hessen-Darmstadt (1719–1790) ∞ 1741 Henriëtte Caroline van Palts-Zweibrücken (1721–1774)                      | Lodewijk IX van Hessen-Darmstadt (1719–1790) ∞ 1741 Henriëtte Caroline van Palts-Zweibrücken (1721–1774)   | Lodewijk IX van Hessen-Darmstadt (1719–1790) ∞ 1741 Henriëtte Caroline van Palts-Zweibrücken (1721–1774)   | Lodewijk IX van Hessen-Darmstadt (1719–1790) ∞ 1741 Henriëtte Caroline van Palts-Zweibrücken (1721–1774)      | Lodewijk IX van Hessen-Darmstadt (1719–1790) ∞ 1741 Henriëtte Caroline van Palts-Zweibrücken (1721–1774)      |
| Frederika van Hessen-Darmstadt (1751–1805) | | | | | | | | |